# Afrika-Meisterschaften im BMX-Rennsport
Die Afrika-Meisterschaften im BMX-Rennsport sind jährliche Wettbewerbe, die vom Afrikanischen Radsportverband CAC ausgerichtet werden.

## Geschichte
Die Meisterschaften wurden erstmals 2014 ausgetragen, und zwar in der Giba-Schlucht am Rande von Durban. Die Ausgabe 2019 hätte in Bulawayo stattfinden sollen, wurde aber aus unbekannten Gründen nicht durchgeführt. Die Ausgaben 2020 und 2021 entfielen aufgrund der Corona-Pandemie.
Die Wettkämpfe wurden bis 2023 fast ausschließlich von Athleten aus Südafrika und Simbabwe bestritten, die fast alle Austragungen organisierten. Lediglich 2018, als die Wettkämpfe in Kairo waren, gab es eine breitere Beteiligung. 2023 trat mit Dean Reeves ein einzelner britisch-marokkanischer Fahrer an, der bei den Männern gewann, ebenso 2024 ein französisch-algerischer Fahrer. Die Meisterschaften dienen auch der Qualifikation zu den Olympischen Spielen.
Lediglich die Kategorie Männer Elite wurde bei allen bisherigen Austragungen durchgeführt. Die übrigen Kategorien der Championship-Klasse fanden angesichts der geringen Teilnehmerzahlen nur sporadisch statt, und Berichte darüber sind lückenhaft. Am Rande der eigentlichen Meisterschaften gibt es noch so genannte Challenges für Altersgruppen, die hier nicht aufgeführt sind.

## Austragungsorte
- 2014:  Durban (26. Oktober)
- 2015:  Harare (14. November)
- 2016:  Durban (2. Oktober)
- 2017:  Harare (29.–30. September)
- 2018:  Kairo (9.–10. November)
- 2019–2021: nicht ausgetragen
- 2022:  Bulawayo (3. September)
- 2023:  Bulawayo (4.–5. November)
- 2024:  Bulawayo (21. April)
- 2025:  Harare (19.–20. April)

## Ergebnisse

### Männer
| Jahr                         | Erster        | Zweiter        | Dritter         |
| ---------------------------- | ------------- | -------------- | --------------- |
| 2014                         | Kyle Dodd     | Bryce Stiebel  | Tawanda Marova  |
| 2015                         | Kyle Dodd     | Alex Limberg   | Penias Tenthani |
| 2016                         | Kyle Dodd     | Alex Limberg   | Miguel Carvalho |
| 2017                         | Brandon Pratt | Kyle Dodd      | Penias Tenthani |
| 2018                         | Dylan Eggar   | Alex Limberg   | Brandon Pratt   |
| 2019–2021: nicht ausgetragen |               |                |                 |
| 2022                         | Tyler Klumper | Alex Whitehead | Joe Ruwoko      |
| 2023                         | Dean Reeves   | Manqoba Madida | Brandon Pratt   |
| 2024                         | Joe Chenaf    | Alex Whitehead | Simon Martin    |
| 2025                         | Joe Ruwoko    | Marlon Kaduku  | Tawanda Marova  |

### Frauen
| Jahr | Erste          | Zweite              | Dritte            |
| ---- | -------------- | ------------------- | ----------------- |
| 2014 | Stacey Bryant  | Paige Muller        | nicht vergeben    |
| 2018 | Arafa Hassan   | Victoria Abdelkarim | Haggar Elbestawy  |
| 2024 | Miyanda Maseti | Hana Taylor         | Kendall Coombes   |
| 2025 | Miyanda Maseti | Helen Mitchell      | Kudakwashe Mswaka |

### Männer U23
| Jahr | Erster         | Zweiter          | Dritter        |
| ---- | -------------- | ---------------- | -------------- |
| 2023 | Gaylord Kaduku | Prosper Tenthani | nicht vergeben |
| 2025 | Gaylord Kaduku | nicht vergeben   | nicht vergeben |

### Frauen U23
| Jahr | Erste        | Zweite         | Dritte         |
| ---- | ------------ | -------------- | -------------- |
| 2023 | Hana Taylor  | nicht vergeben | nicht vergeben |
| 2025 | Rufaro Tembo | Melisa Pekani  | nicht vergeben |

### Junioren
| Jahr | Erster        | Zweiter            | Dritter         |
| ---- | ------------- | ------------------ | --------------- |
| 2014 | Dylan Whittle | Alex Limberg       | Scott Donaldson |
| 2016 | Dylan Eggar   | Tyler Klumper      | Manqoba Madida  |
| 2018 | Ahmed Clip    | Nour Eldin Hussein | Karim Mohammed  |
| 2025 | Ashton Kaduku | nicht vergeben     | nicht vergeben  |

### Juniorinnen
| Jahr | Erste          | Zweite            | Dritte         |
| ---- | -------------- | ----------------- | -------------- |
| 2014 | Maia Rawlins   | Kayla Eggar       | Anita Zenani   |
| 2018 | Alaa Elsayed   | Yvonne Iradukunda | Salma Aatia    |
| 2023 | Miyanda Maseti | nicht vergeben    | nicht vergeben |

## Medaillenspiegel
| Platz  | Land      | Gold | Silber | Bronze | Gesamt |
| ------ | --------- | ---- | ------ | ------ | ------ |
| 1      | Südafrika | 13   | 12     | 6      | 31     |
| 2      | Simbabwe  | 6    | 5      | 8      | 19     |
| 3      | Ägypten   | 2    | 1      | 3      | 6      |
| 4      | Sudan     | 1    | 1      | 0      | 2      |
| 5      | Algerien  | 1    | 0      | 0      | 1      |
| 5      | Marokko   | 1    | 0      | 0      | 1      |
| 7      | Burundi   | 0    | 1      | 0      | 1      |
| Gesamt | Gesamt    | 24   | 20     | 17     | 61     |